# (7715) Leonidarosino
(7715) Leonidarosino (1996 CR7) – planetoida z pasa głównego asteroid okrążająca Słońce w ciągu 4,19 lat w średniej odległości 2,6 j.a. Odkryta 14 lutego 1996 roku.